# Daisuke Ishizu
Daisuke Ishizu (石津 大介 Ishizu Daisuke?, nacido el 15 de enero de 1990 en Fukuoka, Fukuoka) es un futbolista japonés que se desempeña como delantero.

## Trayectoria

### Clubes
| Club           | País  | Año         |
| -------------- | ----- | ----------- |
| Avispa Fukuoka | Japón | 2012 -      |
| Vissel Kobe    | Japón | 2014 - 2016 |

## Estadística de carrera

### J. League
| Club           | Año   | J. League | J. League | Copa J. League | Copa J. League | Total | Total |
| Club           | Año   | Part.     | Goles     | Part.          | Goles          | Part. | Goles |
| -------------- | ----- | --------- | --------- | -------------- | -------------- | ----- | ----- |
| Avispa Fukuoka | 2012  | 27        | 3         | -              | -              | 27    | 3     |
| Avispa Fukuoka | 2013  | 39        | 11        | -              | -              | 39    | 11    |
| Avispa Fukuoka | 2014  | 25        | 6         | -              | -              | 25    | 6     |
| Vissel Kobe    | 2014  | 13        | 1         | 2              | 0              | 15    | 1     |
| Vissel Kobe    | 2015  | 27        | 4         | 7              | 2              | 34    | 6     |
| Vissel Kobe    | 2016  | 19        | 1         | 6              | 1              | 25    | 2     |
| Avispa Fukuoka | 2017  | 36        | 8         | -              | -              | 36    | 8     |
| Total          | Total | 186       | 34        | 15             | 3              | 201   | 27    |